# 福古聖卡塔琳娜縣
福戈聖卡塔琳娜縣是西非島國佛得角的22個縣之一，位於背風群島的福古岛，首府設於科瓦菲蓋拉，在2005年成立前是聖菲利普縣的一部分，2010年人口15,350。
14°54′N 24°20′W / 14.900°N 24.333°W